# Masud Radżawi
Masud Radżawi (perski مسعود رجوی; ur. 18 kwietnia 1948) – irański polityk i przywódca Ludowych Mudżahedinów (OBL).

## Życiorys
Urodził się w 1948 roku. Studiował na Uniwersytecie Teherańskim. W 1967 roku wstąpił w szeregi Ludowych Mudżahedinów. W 1969 roku włączony do Komitetu Centralnego organizacji. Stał na czele tzw. frakcji muzułmańskiej OBL. W 1975 roku objął władzę w ugrupowaniu. Był wytypowany przez OBL jako kandydat w wyborach prezydenckich w 1980 roku. Nie został jednak dopuszczony do startu. W wyborach do parlamentu w 1981 roku zdobył 530 tysięcy głosów. W 1981 roku wszedł do Narodowej Rady Irańskiego Ruchu Oporu i wyjechał do Paryża. W 1983 roku nawiązał kontakty z przedstawicielami rządu Iraku. W 1986 roku przyjechał do tego kraju i rozpoczął formowanie Armii Wyzwolenia Narodowego. Formacja uczestniczyła w wojnie iracko-irańskiej po stronie Iraku. Jest mężem Marjam Radżawi.